# فيليب ساندبرغ
فيليب ساندبرغ (بالسويدية: Filip Sandberg)‏ هو لاعب هوكي الجليد سويدي، ولد في 23 يوليو 1994 في Järfälla Municipality ‏ في السويد.

## وصلات خارجية
- فيليب ساندبرغ على موقع دوري الهوكي الوطني (الإنجليزية)
- فيليب ساندبرغ على موقع EliteProspects.com (الإنجليزية)
- فيليب ساندبرغ على موقع Eurohockey.com (الإنجليزية)
- فيليب ساندبرغ على موقع HockeyDB.com (الإنجليزية)